# چینگوانا
چینگوانا (به لاتین: Chinguanja) یک منطقهٔ مسکونی در آنگولا است که در استان کواندو کوبانگو واقع شده‌است.